# Parque Nacional de Bikin

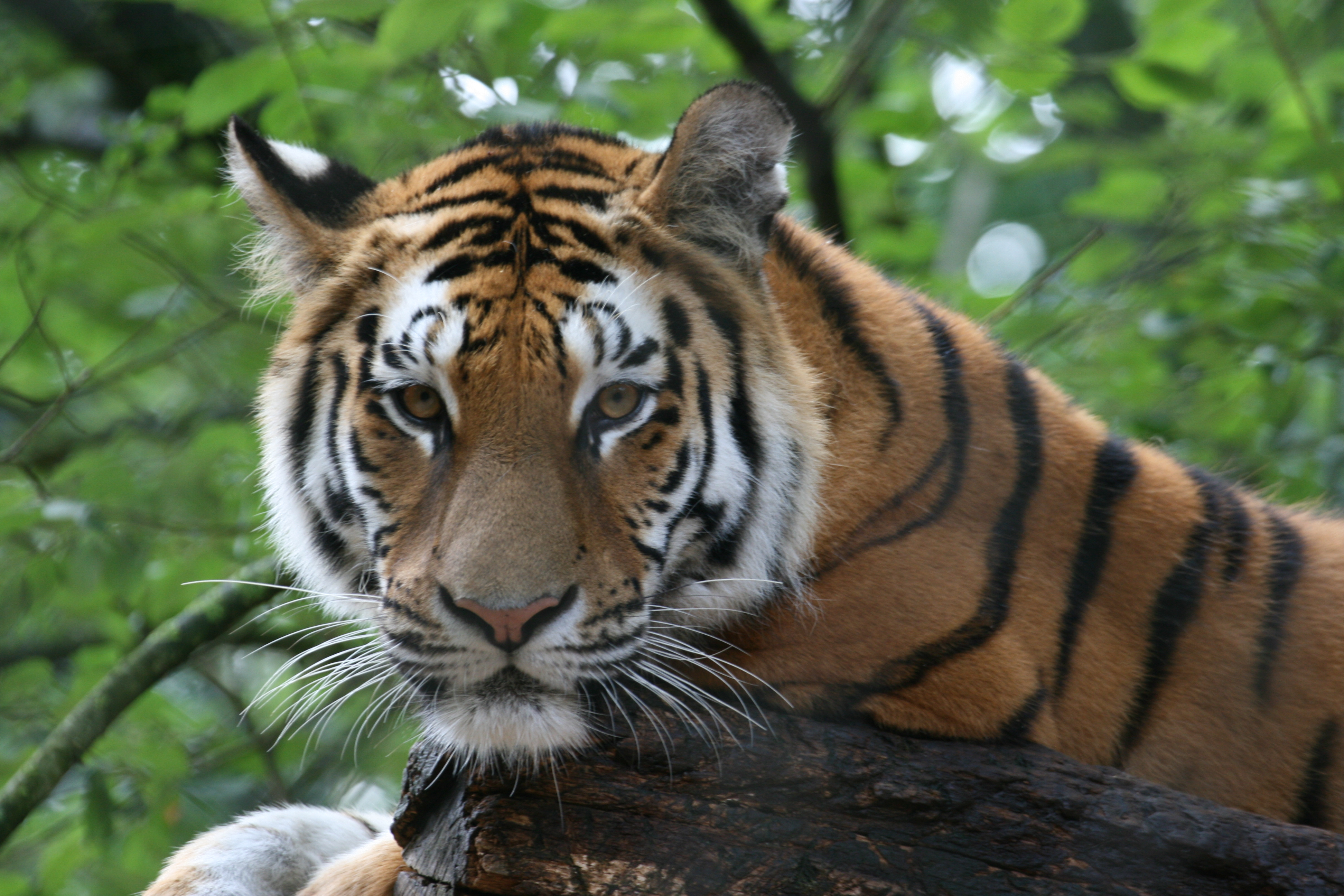
Existem cerca de 30 - 35 tigres selvagens que usam o espaço do parque

O Parque Nacional de Bikin (em russo:   (национальный парк «Бикин») é uma área protegida na Rússia, criada no dia 3 de Novembro de 2015, para proteger a maior e mais antiga floresta remanescente do Hemisfério Norte, bem como o território de 10% de todos os tigres no estado selvagem da região de Amur. O parque também foi criado com a finalidade de proteger a cultura florestal dos cerca de 600 habitantes indígenas da bacia do rio Bikin, que vivem no território Udeghes e Nanai. Devido ao tamanho da floresta intocada, e a sua caracterização como uma "floresta tropical temperada", o parque tem um status importante como um centro para a biodiversidade de plantas e animais.

## Clima
O clima desta área protegida é um clima continental húmido, caracterizado por uma por grande diferença da temperatura entre estações, chegando a haver uma diferença, ao longo de ano, de 33,6 °C, isto entre a temperatura mais baixa e a mais alta registada. Embora haja pouca precipitação ao longo de todo o ano, com uma média de apenas 131 milímetros, os verões são quentes e molhados, e invernos frios. Em um ano, a temperatura média é de -1,6º C; no mês de Julho, a temperatura média é de 14,7º C, enquanto que a temperatura média mais baixa ocorre em Janeiro, chegando aos -18,9º C.

## Desenvolvimento do parque
Juntamente com a conservação da natureza e o eco-turismo, as infra-estruturas do parque nacional estão a ser desenvolvidas em sentidos que permitam a uma melhor protecção da natureza e do meio de vida dos indígenas. Cerca de 600 habitantes destes povos encontram-se na área, a viver o seu modo de vida tradicional, praticando pesca, caça e recolhendo frutos e materiais. Para permitir que o parque também seja usado para fins eco-turísticos e de estudo cientifico, o governo russo comprometeu-se a permitir que 68% do parque esteja reservado para o uso tradicional dos povos indígenas.